# Bisdom Kurunegala

Het bisdom binnen Sri Lanka

Het bisdom Kurunegala (Latijn: Dioecesis Kurunegalaensis) is een rooms-katholiek bisdom in Sri Lanka met als zetel Kurunegala. Het is een suffragaan bisdom van het aartsbisdom Colombo. Het bisdom volgt de Latijnse ritus en werd opgericht in 1987. Hoofdkerk is de Sint-Annakathedraal.
In 2019 telde het bisdom 35 parochies. Het bisdom heeft een oppervlakte van 4.816 km² en komt overeen met het district Kurunegala. Het telde in 2019 1.620.000 inwoners waarvan 3,5% rooms-katholiek was. Dit is minder dan het landelijk gemiddelde van 6%.

## Bisschoppen
- Anthony Leopold Raymond Peiris (1987-2009)
- Harold Anthony Perera (2009-)